# Campeonato Panamericano de Béisbol Sub-12 de 2005
El Campeonato Panamericano de Béisbol Sub-12 de 2005 con categoría Infantil AA, se disputó en Cali, Colombia del 29 de julio al 7 de agosto de 2005. El oro se lo llevó Colombia por primera vez, en la edición anterior había obtenido bronce y plata en 1996.

## Equipos participantes
- Aruba
- Brasil
- Colombia
- Ecuador
- México
- Perú
- Puerto Rico
- Venezuela

## Resultados
| Posición | Selección   |
| -------- | ----------- |
|          | Colombia    |
|          | México      |
|          | Venezuela   |
| 4°       | Brasil      |
| 5°       | Aruba       |
| 6°       | Puerto Rico |
| 7°       | Ecuador     |
| 8°       | Perú        |